# Anticlea (insecto)
Anticlea es un género de polilla perteneciente a la familia Geometridae descrito por James Francis Stephens en 1831 y de distribución mundial.

## Descripción
Son polillas color gris madera, con líneas oscuras prominentes que encierran una banda media pálida. La línea externa cuenta con grandes dientes en la región subcostal y una línea oscura festoneada bastante prominente en las alas traseras.
Tiene gran parecido con los géneros vecinos Rheumaptera y Ochyria, solo que la cabeza es considerablemente más ancha entre los ojos. Por su parte, las alas anteriores son más anchas y las alas posteriores más prominentes, así como en el abdomen y la venación más robustos. La forma general de las alas es muy similar a la de Rheumaptera, pero su coloración es más probable que se confunda con Ochyria.
Las antenas de los machos usualmente se ven densamente ciliadas. Los palpos son cortos, apenas sobrepasando más allá de la frente. En la venación, el género difiere tanto de Ochyria como de Rheumaptera en la primera subcostal que es mucho más corta y la vénula discal posterior no es oblicua como de costumbre. En este sentido, son como los de Eupithecia. Las patas traseras son bastante largas con sus tarsos casi tan largos como las tibias. El abdomen, en el macho, es grueso y con menos penachos de lo habitual.

## Especies
Anticlea incluye a las siguientes especies:
- Anticlea adlata Staudinger, 1895
- Anticlea badiata (Denis & Schiffermüller, 1775) – shoulder stripe
- Anticlea beduina Turati, 1930
- Anticlea badiiplaga (Fletcher, 1953)
- Anticlea cabrerai (Pinker, 1962)
- Anticlea callidaria Joannis, 1891
- Anticlea canaliculata Warren, 1896
- Anticlea chillanensis (Butler, 1882)
- Anticlea correlata Warren, 1901
- Anticlea crepusculata (Fletcher, 1953)
- Anticlea derivata (Denis & Schiffermüller, 1775) – streamer
- Anticlea multiferata (Walker, 1863) – many-lined carpet
- Anticlea oculisigna Prout, 1923
- Anticlea pectinata (Rindge, 1967)
- Anticlea querulata Püngeler, 1904
- Anticlea switzeraria (W. S. Wright, 1916)
- Anticlea vasiliata Guenée, 1857 – variable carpet